# Тур де Франс 1906
Тур де Франс 1906 — 4-я супервеломногодневка по дорогам Франции. Победу на гонке в полтора раз длиннее предыдущей одержал Рене Поттье.

## Изменения
Изменения предыдущего года были признаны удачными, хотя часть из них скорректировали. Так, количество этапов было ещё увеличено, с 11 до 13 этапов. Однако их длина на этот раз была не уменьшена, а увеличена, и протяжённость Тура 1906 составила более 4,5 тысяч километров, тогда как предыдущего — 3 тысячи. Прошлогодний эксперимент с заменой временного зачёта на очковый признали успешным, хотя он претерпел изменения — временной интервал между финишировавшими гонщиками теперь не учитывался вовсе: складывалась только сумма мест на этапах. После 8-го этапа гонку продолжали только 16 гонщиков из 76 стартовавших, а потому участники решили пересчитать общий зачёт, убрав из расчётов сошедших гонщиков. Историческим моментом стал «разрыв» в маршруте Большой петли: впервые старт этапа был дан не из города, где финишировал предыдущий: финишем 1-го этапа был Лилль, а стартом 2-го — Дуэ. Прижившейся новинкой стал красный флажок, отмечающий последний километр дистанции. Также впервые маршрут включал иностранное государство: на 3-м этапе гонщики заехали в Эльзас-Лотарингию, принадлежавшую тогда Германии.

## Ход гонки
На гонку заявились 100 гонщиков, хотя стартовали только 76; в число отказников вошёл победитель Тур де Франс 1904 Анри Корне. Большинство участников были французами, также стартовали четверо бельгийцев, люксембуржец Франсуа Фабер и один немец. На первом этапе гонщики привычно столкнулись с разбросанными по дороге гвоздями. До старта добрались менее 50 человек, с каждым этапом первой недели количество участников стремительно уменьшалось. Рене Поттье, годом ранее получивший славу горняка, выиграл этапы со 2-го по 5-й, включая оба относительно горных. На 2-м этапе ему не помешала даже поломка, стоившая потери почти часа. 3-й этап некоторые гонщики решили проехать на поезде, и четверо из них были пойманы и дисквалифицированы. В Париже в итоге вернулись 14 гонщиков, бельгиец Алоис Катто стал единственным финишировавшим иностранцем. Задела первой недели Поттье хватило для итоговой победы, хотя Жорж Пассерьё уступил ему только 8 очков. Действующий победитель Тур де Франс Луи Трусселье, напротив, провалил первый этапы, и даже победы на 4 этапах второй половины гонки позволили ему лишь удержать 3-е место под напором триумфатора следующего Тура Люсьена Пети-Бретона. Выигравший последний 13-й этап Поттье свой титул защищать не мог, так как в январе 1907 года повесился, узнав об измене жены. В самом Париже гонщики затем проехали по треку двухкруговую гонку, чьи результаты не влияли на итоговый зачёт; победителем стал Эмиль Жорже.

## Этапы
| Этап | Дата    | Маршрут          | Рельеф       | Длина, км | Победитель                 | Лидер гонки       |
| ---- | ------- | ---------------- | ------------ | --------- | -------------------------- | ----------------- |
| 1    | 4 июля  | Париж — Лилль    | Равнинный    | 275       | Эмиль Жорже (FRA)          | Эмиль Жорже (FRA) |
| 2    | 6 июля  | Дуэ — Нанси      | Равнинный    | 400       | Рене Поттье (FRA)          | Рене Поттье (FRA) |
| 3    | 8 июля  | Нанси — Дижон    | Среднегорный | 416       | Рене Поттье (FRA)          | Рене Поттье (FRA) |
| 4    | 10 июля | Дижон — Гренобль | Равнинный    | 311       | Рене Поттье (FRA)          | Рене Поттье (FRA) |
| 5    | 12 июля | Гренобль — Ницца | Среднегорный | 345       | Рене Поттье (FRA)          | Рене Поттье (FRA) |
| 6    | 14 июля | Ницца — Марсель  | Равнинный    | 292       | Жорж Пассерьё (FRA)        | Рене Поттье (FRA) |
| 7    | 16 июля | Марсель — Тулуза | Равнинный    | 480       | Луи Трусселье (FRA)        | Рене Поттье (FRA) |
| 8    | 18 июля | Тулуза — Байонна | Равнинный    | 300       | Жан-Батист Дортиньяк (FRA) | Рене Поттье (FRA) |
| 9    | 20 июля | Байонна — Бордо  | Равнинный    | 338       | Луи Трусселье (FRA)        | Рене Поттье (FRA) |
| 10   | 22 июля | Бордо — Нант     | Равнинный    | 391       | Луи Трусселье (FRA)        | Рене Поттье (FRA) |
| 11   | 24 июля | Нант — Брест     | Равнинный    | 321       | Луи Трусселье (FRA)        | Рене Поттье (FRA) |
| 12   | 26 июля | Брест — Кан      | Равнинный    | 415       | Жорж Пассерьё (FRA)        | Рене Поттье (FRA) |
| 13   | 29 июля | Кан — Париж      | Равнинный    | 259       | Рене Поттье (FRA)          | Рене Поттье (FRA) |

## Итоговый зачёт
|    | Гонщик                   | Команда                 | Очки |
| -- | ------------------------ | ----------------------- | ---- |
| 1  | Рене Поттье (FRA)        | Peugeot                 | 31   |
| 2  | Жорж Пассерьё (FRA)      | Peugeot                 | 39   |
| 3  | Луи Трусселье (FRA)      | Peugeot                 | 61   |
| 4  | Люсьен Пети-Бретон (FRA) | Peugeot                 | 65   |
| 5  | Эмиль Жорже (FRA)        | Alcyon–Dunlop           | 80   |
| 6  | Алоис Катто (BEL)        | Alcyon–Dunlop           | 129  |
| 7  | Эдуар Ваттелье (FRA)     | Labor                   | 137  |
| 8  | Леон Жорже (FRA)         | Alcyon–Dunlop           | 152  |
| 9  | Эжен Кристоф (FRA)       | Labor                   | 156  |
| 10 | Антони Ваттелье (FRA)    | Alcyon–Dunlop           | 168  |
| 11 | Жорж Флёри (FRA)         | Rochet                  | 201  |
| 12 | Фердинан Пеан (FRA)      | Chapmeyrache/MIC Cycles | 222  |
| 13 | Леон Винан (FRA)         | —                       | 241  |
| 14 | Жорж Броншар (FRA)       | Biguet                  | 256  |